# Сьюдад-де-Ланус – Нестор Диас Перес
Сьюдад-де-Ланус – Нестор Диас Перес (исп. Estadio Ciudad de Lanús - Néstor Díaz Pérez) — многофункциональный стадион, расположенный в аргентинском городе Ланус, входящем в мегаполис Большой Буэнос-Айрес. Стадион также известен как Ла Форталеса (исп. La Fortaleza). Вместимость стадиона составляет 47 027 зрителей. Сьюдад-де-Ланус — домашняя арена футбольного клуба «Ланус». Стадион носит имя Нестора Диаса Переса, президента клуба в 1985—1989 годах.
Стадион появился в 1929 году. 24 марта «Ланус» сыграл свой первый официальный матч на новом стадионе, разгромив «Платенсе» со счётом 5:2. В 1990—2003 годах арена была реконструирована, а в 2012 году её вместимость была увеличена до нынешних 47 000 человек.